# Andrejs Cigaņiks
Andrejs Cigaņiks (ur. 12 kwietnia 1997 w Rydze) – łotewski piłkarz pochodzenia ukraińskiego, występujący na pozycji obrońcy lub pomocnika w szwajcarskim klubie FC Luzern oraz w reprezentacji Łotwy.

## Kariera piłkarska

### Kariera klubowa
Wychowanek łotewskiego Skonto FC i niemieckiego Bayeru 04 Leverkusen. W sezonie 2016/2017 został włączony do pierwszej drużyny, a następnie, w czerwcu 2016, wypożyczony do Viktorii Kolonia. 1 lipca 2017 dołączył do Schalke 04 II. 8 czerwca 2018 dołączył do SC Cambuur. 23 czerwca 2019 został zawodnikiem FK RFS. W 2019 roku wraz ze swoją drużyną zdobył Puchar Łotwy. 16 stycznia 2020 podpisał kontrakt z Zorią Ługańsk. 19 lipca 2021, dołączył do wicemistrza Słowacji, DAC 1904 Dunajská Streda. W latach 2023–2024 występował w Ekstraklasie w barwach Widzewa Łódź. W lipcu 2024 został zawodnikiem szwajcarskiego klubu FC Luzern. 

### Kariera reprezentacyjna
7 kwietnia 2014 zadebiutował w meczu reprezentacji Łotwy U-19. Wcześniej występował w juniorskiej reprezentacji Łotwy U-17. 11 października 2015 zadebiutował w reprezentacji Łotwy U-21.
13 października 2018 zadebiutował w seniorskiej kadrze.

## Sukcesy i odznaczenia

### Sukcesy klubowe
RFS
- zdobywca Pucharu Łotwy: 2019
- wicemistrz Łotwy: 2019